# Andrés Fleurquin
Andrés José Fleurquin Rubio (født 8. februar 1975 i Montevideo, Uruguay) er en uruguayansk tidligere fodboldspiller (midtbane).
Fleurquin spillede størstedelen af sin karriere i hjemlandet, hvor han blandt andet repræsenterede Cádiz i Spanien samt østrigske Sturm Graz. Han spillede også i den uruguayanske liga for Defensor Sporting.
For Uruguays landshold spillede Fleurquin 11 kampe i perioden 1997-2002. Han deltog ved to udgaver af Copa América, heriblandt 1999-udgaven, hvor uruguayanerne vandt sølv.